# Пассек, Диомид Васильевич
Диоми́д Васи́льевич Па́ссек (1808—1845) — генерал-майор (26.02.1844) русской императорской армии, герой Кавказской войны. Брат писателя-этнографа Вадима Васильевича Пассека и историка Василия Васильевича Пассека.

## Биография
Сын Василия Васильевича Пассека (старшего) родился в 1808 году в Тобольске, где тогда жил его отец, сосланный по ложному доносу. Пассек учился сначала в Тобольском уездном училище и Тобольской гимназии, а потом в Московском университете на физико-математическом отделении, который окончил в 1830 году со степенью кандидата; в том же году. он поступил в петербургский Институт корпуса инженеров путей сообщения портупей-прапорщиком 1-го разряда и через полгода был произведён в прапорщики, а 14 июля 1831 года — в подпоручики и, наконец, при выпуске из института, 9 июня 1832 года — в поручики с назначением в резерв названного корпуса и с оставлением при институте в должности репетитора.
Через два года, 11 октября 1834 года, Пассек перешёл из резерва в I-й округ путей сообщения, а 31 октября 1836 г. поступил в Военную академию, где находился по 16 декабря 1837 года. Ещё 6 декабря 1836 г. он был произведён в капитаны корпуса инженеров путей сообщения, а 13 декабря следующего года, по окончании курса в Академии, причислен к Генеральному штабу и прикомандирован для изучения фронтовой службы к Образцовому кавалерийскому полку, а 25 декабря 1838 г. переведён в Генеральный штаб. 25 января 1839 года Пассек назначен был на службу в 6-й пехотный корпус и 26 августа того же года участвовал в праздновании 27-й годовщины Бородинского сражения. Награждён орденом Святого Станислава 3-й степени.
В мае 1840 г. он назначен был на службу в Отдельный Кавказский корпус. Прибыв на Кавказ, Диомид Васильевич поступил в распоряжение генерал-майора Ф. К. Клюки фон Клугенау, командовавшего войсками в северном и нагорном Дагестане, и скоро обратил на себя внимание своей храбростью. 14 сентября 1840 г. он участвовал в поражении скопищ Шамиля в Гимрынском ущелье, во взятии штурмом завалов, укрепленных пещер и занятии с боя селения Гимры. 21 января 1841 г. Пассек был назначен дивизионным квартирмейстером в Кавказскую резервную гренадерскую бригаду.
В это время начались беспорядки в Аварии. Один из знатнейших тамошних беков, Хаджи-Мурат, заподозренный в связях с Шамилем, был арестован и отправлен в Темир-Хан-Шуру, но дорогой бежал от сопровождавшего его конвоя, и, собрав своих приверженцев, засел с ними в ауле Цельмес. Генерал-майор Клюки фон Клугенау отправил туда батальон пехоты с двумя горными орудиями под начальством Пассека; но отряд встретил сильное сопротивление и потерпел значительный урон без всякой существенной пользы. Хаджи-Мурат перешёл затем в аул Тлох, несколько далее от границ Аварии, продолжая собирать приверженцев и возмущать окрестные селения. 15 мая того же года, состоя при дагестанском отряде, Пассек участвовал в рукопашном бою при взятии соединёнными силами отрядов Дагестанского и Чеченского Хубарских высот; затем он находился при войсках, назначенных для возведения на правом берегу pеки Сунжи Евгеньевского укрепления; потом был прикомандирован к войскам главного Чеченского отряда, занятого постройкой укреплений Закан-Юрта и Казак-Кичу на pеке Сунже.
8 августа 1841 года Пассек полностью написал текст прошения для Н. С. Мартынова на высочайшее имя графа Бенкендорфа, в котором Мартынов просил судить его военным судом вместо гражданского в деле о дуэли его с Михаилом Юрьевичем Лермонтовым. Текст прошения Мартынов переписал и выдал за свой.
16 октября Пассек был в сильной схватке с горцами в Богаевском лесу; 23 числа находился при истреблении лесных хуторов, в рукопашном бою и сильной перестрелке с толпами чеченцев, а 29 ноября, командуя авангардом, состоявшим из 2 батальонов, при двух горных орудиях, опрокинул неприятеля с Бетлынской горы и овладел селением Бетлы. За указанные заслуги Пассек 19 июня 1841 года произведён был в подполковники, а 5 ноября 1842 г. пожалован орденом Святой Анны 3-й степени с бантом.
Среди постоянных военных тревог и различных поручений, возлагавшихся на Пассека начальством, он находил ещё время знакомиться с нравами и обычаями многочисленных горных племен и вникать в устройство и дух общественных учреждений. Особенно занимал Пассека Шамиль, и он изучал подробно характеры, личные качества, подвиги и взаимные отношения главнейших его сподручников. Не менее внимания обращал он также и на изучение местности, играющей столь важную роль в горной войне; его заметки утраченные, могли бы служить богатым материалом для топографии Кавказа.
В исходе 1842 г. Пассек был командирован в распоряжение заведывавшего Лезгинской кордонной линией генерал-майора Г. Е. Шварца, где находился до половины января 1843 г., когда на него было возложено поручение по изысканию средств для снабжения дровами гарнизонов укреплений нагорного Дагестана, — поручение, выполненное, несмотря на многочисленные трудности, весьма успешно. С 16 ноября по 19 декабря того же 1843 года Пассек руководил геройской защитой укрепления Зиряни, чем обратил на себя внимание императора Николая I. Произведённый 1 января 1844 г., за отличие по службе, в полковники и назначенный командиром Апшеронского пехотного полка, 25 февраля 1844 г. он был награждён орденом Святого Георгия 4-й степени
За отличие при командовании отрядом, окруженного горцами под командованием Хаджи Мурада около аула Гилли. После труднейшей месячной осады отряду удалось вырваться из окружения
26 февраля 1844 г. Пассек был произведён в генерал-майоры. Весной 1844 г., когда возмущение Акуши и Аварии вызвало волнение в Мехтулинском ханстве и владениях шамхала Тарковского, Пассеку поручен был отряд, состоявший из трёх батальонов Апшеронского полка и 38-го Донского казачьего полка в составе шести сотен и 6-ти горных 10-фунтовых орудий; он занял центральную позицию между селениями Большой Дженгутай, Дургелли, Гили, Параул и Кака-Шура, откуда производил наблюдения за горцами, ставшими на высокой горе в 5 верстах от нашего лагеря. 2 июня мюриды заняли без сопротивления Кака-Шуру и 3-го числа начали сражение: 9 главных наибов Шамиля с 27000 человек устремились на слабый наш отряд, состоявший в начале боя из 1000 человек, а по получении Пассеком подкрепления, из 1400 человек; ободряемые личным примером генерала, солдаты дрались отчаянно: было отнято знамя даргинского народа, 20 значков, убито несколько сотен горцев. Важнейшим результатом этой победы было успокоение мехтулинского и шамхальского владений, удаление акушинцев от наших границ и такой упадок духа горцев, что они отказали в помощи бывшему султану Элисуйскому, который вследствие этого через 4 дня легко был разбит наголову генералом Шварцом. За храбрость в этом деле Пассек был награждён орденом Святого Владимира 3-й степени.
Через три недели после этой знаменитой победы Пассек с вверенным ему Апшеронским полком участвовал в экспедиции генерала от инфантерии А. Н. Лидерса для покорения Даргинского округа, а затем вскоре корпусной командир генерал от инфантерии А. И. Нейдгардт поручил Пассеку отряд из 12 батальонов полков Апшеронского и Минского пехотных и Житомирского, Люблинского и Подольского егерских, — для наказаний салатавцев за измены, что было исполнено им успешно, почти без потерь. После этого, 3 ноября 1844 года Пассек был назначен командиром 2-й бригады 20-й пехотной дивизии.
В 1845 г. прибыл на Кавказ назначенный главнокомандующим отдельным Кавказским корпусом и наместником кавказским граф М. С. Воронцов. Пассек удостоился от него самого лестного внимания. Ободренный приветливостью начальства, он с нетерпением ожидал начала военных действий. Сдав Апшеронский полк своему преемнику, Диомид Васильевич отправился к своей бригаде.
Вскоре наши войска перешли через хребты непроходимых гор, поражая горцев в неприступных убежищах на высотах Анчимеера и у врат Андийских. После упорного боя овладели они убежищем Шамиля и штыками проложили себе дальнейший путь, рассеяв многочисленные скопища неприятеля, старавшегося преградить дальнейшее наступательное движение отряда. В этой трудной экспедиции Пассек находился постоянно в первых рядах. Отброшенный неприятель утвердился в Мичикальском ущелье; его позиция находилась по дороге в Гумбет, куда князь Воронцов предполагал двинуть войска; в Гумбет, кроме этой дороги, можно было пройти ещё через Перевал-Кырк, но последний, по словам разведчиков, был до такой степени испорчен, что считался непроходимым, и поэтому горцы ограничились там только наблюдательным постом из нескольких человек. Чтобы убедиться лично, до какой степени возможен был переход через Перевал-Кырк, князь Воронцов выступил 5 июня в этом направлении, взяв с собой небольшой отряд войск, командование которыми вверил Пассеку. Движение было сделано быстро и довольно скрытно, но когда войска наши появились на высотах и стали спускаться к перевалу, то конные и пешие партии горцев начали поспешно стягиваться из Мичикальской позиции по находящейся против Перевала-Кырк горе Анчимеер. Пассек блистательно перешёл через считавшийся непроходимым перевал и 5 июля овладел с бою горой Анчимеер. По ходатайству Воронцова Пассек получил за это орден Святого Станислава 1-й степени.
Занятие Анчимеерской горы открыло нам путь в Салатавию и Гумбет. Пассек с авангардом из пяти батальонов двинулся вперед против значительного отряда неприятеля, наблюдавшего за нашими действиями, рассеял его и остановился на дороге, ведущей из Мичикала через Гумбет в Андию. Между тем наступила необыкновенная стужа и в горах выпал глубокий снег; несмотря на это, войска шли с твердостью и 14 июня достигли так называемых Бурцукальских ворот на хребте, отделяющем Гумбет от Андии. Горцы всегда считали эту позицию непреодолимой преградой вторжению русских, и теперь Шамиль объявил, что сам будет защищать её. Но, к удивлению всех, он отступил и расположился с 5000—6000 человек на горе, господствующей над главным селением Андии. Наш отряд спустился в аул Гогатль, и главнокомандующий приказал генерал-лейтенант Клюки фон Клугенау занять аул Андию с авангардом из шести батальонов, 4 горных орудий, грузинской милицией и частью кавалерии. Порыв храбрецов был так стремителен, что дело окончилось скоро, и горцы поспешно отступили. Сам Шамиль также бежал и, после тщетного истребления богатых андийских деревень, показал разорённым племенам, что он не в состоянии держаться даже против горсти русских. Пассек участвовал в этом блистательном подвиге, командуя частями вверенной ему бригады, которой бесспорно принадлежит большая часть славы этого достопамятного дня.
6 июля войска выступили из Андии в Дарго, главное убежище Шамиля, куда и прибыли к вечеру. Во время пребывания войск в Дарго отделена была колонна под начальством генерала Клюки фон Клугенау навстречу транспорту, отправленному из Андии с продовольственными и другими припасами. Авангардом этой колонны командовал Пассек. Колонна встретила упорное сопротивление мюридов из-за завалов и медленно продвигалась вперёд, неся большие потери. Особенно пострадал арьергард, который потерял 2 орудия и своего начальника, генерал-майора В. М. Викторова. Генерал Клюгенау, осведомившись о тяжёлом положении авангарда, послал ему на помощь роту, приостановил авангард и поручил Пассеку распоряжаться боем. Только к 10 часам вечера Пассек подошёл к транспорту, и ночь прошла в сдаче раненых и приеме провианта. Утром войска выступили обратно. Авангардом по-прежнему командовал Пассек. Он сумел ободрить упавшие духом войска так, что они распевали песни. Скинув шапку и перекрестясь, он громко сказал: «Благослови, Господи!» И затем прибавил: «Марш, ребята, Бог не выдаст, свинья не съест». Авангард тронулся в 10 часов утра, а через 5 минут начался бой, продолжавшийся более 6 часов с невыразимым упорством и ожесточением. Неся громадные потери, тихо подвигался авангард, нередко останавливаясь, расчищая путь и подтягивая вьюки. Когда он достиг «небывалого доселе завала из трупов», доставшихся в руки противника накануне, то головной батальон, вместо того чтобы, перейдя через него, остановиться и прикрыть расчищавших дорогу сапер, проскочил дальше. Таким образом, связь была нарушена, и неприятель, засев в оврагах и за завалами, открыл по саперам сильный огонь. Не видя другого средства сбросить противника с дороги, как идти напролом, Пассек собрал роту навагинцев и бросился с ней вперед, но пал, смертельно поражённый пулей. К. К. Бенкендорф, бывший рядом с Пассеком в момент его гибели, сообщает его последние слова: «Прощай, моя бригада».
С большими потерями с помощью отряда, высланного Воронцовым из Дарго, генерал Клугенау привёл свой отряд в главный лагерь. Тяжело раненых и убитых тащили на лубках при помощи верёвок. Генерал В. А. Гейман писал: «На одном из таких лубков Пассек лежал со сложенными руками, в белой фуражке, с окровавленным, но совершенно спокойным лицом; он был привязан, и его тащили два донских казака волоком, как на санях». При спуске с одной горы от неосторожности останки Пассека соскочили с лубка и упали в глубокий овраг, из которого уже никак нельзя было поднять труп «для отдания и последней слезы, и последней чести геройски павшему и любимому всеми начальнику».
Пассек был один из тех кавказских героев, которые, благодаря своим талантам и храбрости, быстро выдвинулись из общей среды. Имя его в 40-х годах XIX века гремело по всему Кавказу и было известно за пределами его. Популярность, которую он приобрел среди солдат за последние три года кратковременной службы, напоминает скобелевское обаяние. В. Н. Норов в своих мемуарах о Даргинском походе писал о Пассеке: «Отдавая полную справедливость памяти покойного, остаётся присовокупить, что на Кавказе мало подобных Пассеку, и не роптать, а удивляться следует неустрашимости его, с чувством благоговейного восторга о храбром». Граф К. К. Бенкендорф оставил яркий портрет Диомида Васильевича: «За ним уже были бесспорно выдающиеся военные заслуги и качества. Обладая необычайным глазомером и смелостью, граничившей с отвагой, чрезвычайной уверенностью в себе, энергией и непоколебимой волей, Пассек, одновременно, при безграничном честолюбии был и крайне самолюбив. Он производил впечатление могучего льва, только что порвавшего свои цепи». Генерал Гейман, учившийся вместе с Пассеком в Военной академии и также бывший в бою под Дарго дополняет слова Бенкендорфа: «Отличительной чертой Пассека было то, что он не мог идти наравне с другими, а непременно хотел быть впереди. Способности у него были необыкновенные, память изумительная, сила нравственная и физическая, молодцеватость и, наконец, дар слова, которым он часто даже злоупотреблял, очень любя спорить».
Получив прекрасное образование, Пассек любил литературу и сам занимался ею; из его сочинений замечательно «Сравнение Карла XII с Петром Великим, как полководцев»; первая часть напечатана в издававшихся его братом Вадимом «Очерках России» в 1840 г. (кн. IV); в «Игрушечке» за 1880 г. (№ 32) и 1883 г. (№ 20) были помещены его «Воспоминания о Сибири и Казани (1826 г.)».

## Военные чины
- Портупей-прапорщик 1-го класса (02.01.1830)[2]
- Прапорщик (22.06.1830)
- Подпоручик (11.07.1831)
- Поручик (09.06.1832)
- Капитан (06.12.1836)
- Подполковник (09.06.1841)
- Полковник за отличие по службе (01.01.1844)
- Генерал-майор (26.02.1844)

## Награды
- Орден Святого Станислава 3-й степени (05.09.1839)[2]
- Орден Святой Анны 3-й степени с бантом (05.11.1842)
- Орден Святого Георгия 4-й степени (25.02.1844)
- Орден Святого Владимира 3-й степени (29.09.1844)
- Орден Святого Станислава 1-й степени (28.06.1845)